# Argotta
Argotta era fiica lui Genobaud, conducător al francilor (d. 419). Ea s-a căsătorit cu Pharamond (Faramund). Copiii lor au fost: Clodion din Tournai (Clodio sau Clodius Crintus) conducător al francilor occidentali (430-446), Fredemundus, și Frotmund.